# Речовина П
Речовина П — нейропептид, що діє як нейромедіатор і як нейромодулятор, належить до сімейства тахікінінів.
Вперше виявлений в 1931 році Ульфом Фон Ейлером і Джоном Гаддумом, а в 1971 р. було з'ясовано його амінокислотну послідовність: H-Arg1-Pro2-Lys3-Pro4-Gln5-Gln6-Phe7-Phe8-Gly9-Leu10-Met11-NH2.
Цей нейропептид бере участь у запаленні та сигналізує про шкідливу стимуляцію. Його виділення кінцівок певних сенсорних нервів найчастіше відбувається за ненормальних обставин як, наприклад, біль, бактеріальна інфекція, вдихання подразника або психологічний стрес.
Речовина P відіграє роль у функціонуванні шлунково-кишкового тракту, обробці пам'яті, ангіогенезі, розширені судин та проліферації клітин. Крім того, нейропептид бере участь у патогенезі різних захворювань: рак, діабет, ревматоїдний артрит, міокардит, серцеву недостатність, епілепсію, мігрень, тромбоз, свербіж, депресію та тривогу.
Антагоністи речовини П привертають увагу своєю потенціальною терапевтичною роллю у лікуванні всього: від нейрогенного болю і нудоти до депресії та тривоги.

## Рецептор
Речовина P зв'язується з рецепторами NK-1, NK-2, NK-3 (або NK-1r, NK-2r, NK-3r відповідно), найвищу специфічність має до типу NK-1. Це — нейрокінінові рецептори, що відносяться до тахікінонової родини рецепторів, спряжених із G-білками. Вони активують системи вторинних месенджерів такі як діацил-гліцерин, інозитолтрифосфат та циклічний аденозинмонофосфат.
Первинний сайт зв'язування NK-1 є трансмембранним білком. Він містить сім гідрофобних трансмембранних доменів (сім разів прорізує клітинну мембрану) і має три позаклітинні (EL1, EL2 та EL3) та три внутрішньоклітинні петлі (C1, C2 та C3). Амінохвіст звернений до позаклітинного простору, а карбоксильний кінець — до внутрішньоклітинного простору. Між другим і третім трансмембранними доменами рецептора NK-1 виявлено сайт зв'язування агоністів та антагоністів рецептора речовини P і NK-1.
NK-1 широко розподілений по мозку та тілу, з найвищими концентраціями в кишці та дихальних шляхах. Також він присутній в ендотелії кровоносних судин, лімфатичній системі, нейронах, лейкоцитах та фібробластах. У мозку найщільніші області експресії речовини П та NK-1r — ті, що беруть участь у обробці та реагуванні на стресову та емоційну інформацію. Це мигдалина, префронтальна кора, гіпоталамус та періакведуктальна сіра речовина. Речовина Р виявляється у тісній взаємодії з серотоніном та нейронами, що містять норадреналін, на які спрямовані сучасні антидепресанти.
Активація NK-1 призводить до швидкої інтерналізації пептидно-рецепторного комплексу з подальшою рециркуляцією рецептора і поверненням на поверхню клітини. Протягом 30 хвилин спостерігається експресія NK-1 на клітинах гладких м'язів і судин по всій кишці, нейронах кишкової нервової системи, клітинах слизової оболонки та ендотеліальних клітинах тонкої кишки.
Незв'язана речовина P гідролізується пептидазами, зокрема р-ендопептидазою у позаклітинній рідині та ангіотензин-перетворюючим гормоном у плазмі крові. Речовина Р має довший період напіввиведення в плазмі, ніж у тканинах, триває від секунд до хвилин у позаклітинній рідині клітин тканин до годин у плазмі.

## Функції
Речовина P діє шляхом зміни клітинних сигнальних шляхів через рецептори, зчеплені з G-білками, за допомогою системи вторинних месенджерів.
У відповідь на пошкодження шкіри речовина P виділяються з аферентних нервових закінчень, які беруть участь у нейрогенному запаленні. Після вивільнення речовина P діє на ендотелій, збільшуючи його проникність за рахунок дегрануляції тучних клітин та регулює молекули адгезії клітин, сприяючи хемотаксису та руху лейкоцитів, діапедезу.
Коли шкідлива стимуляція відбувається на периферії, ЦНС отримує попередження через вивільнення речовини P із чутливих нервів спинного та головного мозку. Цей сигнал поширюється в ділянки мозку, що обробляють інформацію та координують відповідь (мигдалеподібне тіло). Коли шкідлива стимуляція психологічного генезу, речовина Р виділяється в тій же області мозку.
Загальновизнано, що стрес та негативні емоції пов'язані із загостренням багатьох хронічних запальних захворювань як, наприклад, астма. І навпаки, хронічне запалення на периферії нервової системи призводить до біохімічних, нервових та поведінкових наслідків, подібних до тих, що спостерігаються при тривожності та депресії. Останні спостереження дозволяють припустити, що хронічні запальні захворювання та розлади настрою та тривожності можуть мати спільну основну патологію — порушення регуляції речовини Р — щонайменше у підгрупи людей.

### Імунна система
В імунній системі речовина Р міститься у аферентних закінченнях, які іннервують кровоносні судини та фолікули первинних та вторинних імунних органів, включаючи тимус, селезінку, лімфатичні вузли та кістковий мозок. Нейропептид контролює вивільнення цитокінів, вербування макрофагів, нейтрофілів (шляхом експресії інтерлейкіну-8), дендритних клітин, сприяє залученню імунних клітин до місця запалення і регулює активність іонних каналів.
Речовина P збільшує експресію молекул адгезії ендотеліально-лейкоцитарних клітин на мікросудинних клітинах ендотелію, що призводить до руху лейкоцитів. Завдяки синергетичному взаємозв'язку з імунною системою як при імуногенному, так і при нейрогенному запаленні, активність сенсорних нейропептидів є важливим фактором патофізіології багатьох захворювань, що характеризуються хронічним або тимчасовим порушенням регулювання запалення. При деяких запальних захворюваннях, таких як артрит та псоріаз, експресія хвороби вимагає первинної аферентної іннервації. Це проілюстровано у випадках, коли було втрачено активність нерву внаслідок паралічу на одній стороні тіла або нервового відділу захищає тканини на ураженій стороні від хронічного запалення та руйнування, пов'язаного зі речовиною P.

### ЦНС
Хоча речовина P і NK-1 широко розповсюджені по всьому ЦНС, серед областей мозку з найбільшими концентраціями є медіальне та центральне ядра мигдалини. Ці ядра мають особливе значення через їхню роль у вираженні загрози та поведінці, пов'язаної з тривогою, супутніми біохімічними змінами тощо. Кілька інших регіонів демонструють видатні скупчення речовини P у стріатумі, гіпоталамусі (особливо в преоптичній області, чорній субстанції, ядрі ложа кінцевої полоски, ядрі одиночного тракту, діагональній смузі, бічному перегородковому ядрі і спинний ріг спинного мозку.
Як і стосовно його ліганду, щільність NK-1 найвища у яідрах мигдалин та області, якими ці ядра проектуються та отримують проєкції. Це — вентральна та медіальна префронтальна кора, ядрі ложа кінцевої полоски, гіпокамп, гіпоталамус, периакведуктальна сіра речовина, ядра шва, бічне перегородкове ядро, смугасте тіло, прилегле ядро та блакитна пляма.
В астроцитах зв'язування речовини P призводить до активації G-білком фосфоліпази С, що підвищує рівень вторинних месенджерів інозитолтрифосфату та діацилгліцеролу.
- Біль

Найперша і найбільш документальна роль речовини P — сприйняття болю. Вільні нервові закінчення (С-волокна) в шкірі містять ноцицептори та терморецептори, які відчувають біль і температуру відповідно. Больовий сигнал від вільного нервового закінчення подається по маленьких немієлінованих аксонах до синапсу в спинному мозку. У пресинаптичному кінці аксона містяться пухирці, що містять речовину P і глутамат — вони вивільняються в синаптичну щілину спинного рогу. Гіпотеза полягає в тому, що речовина P допомагає сенсибілізувати постсинаптичні нейрони до глутамату, сприяючи передачі больових сигналів до соматосенсорної області мозку.
Капсаїцин — молекула, що міститься в перці чилі, зменшує кількість речовини Р в кінцевих і периферичних нервових закінченнях аферентних нервів. Завдяки ролі речовини Р у передачі болю, капсаїцин знижує усвідомлення больових подразників. Капсаїцин впливає на молекулу, яка називається нервовим фактором росту, необхідну для синтезу речовини P. Крем капсаїцину використовується для полегшення болю, особливо при артритах, постгерпетичній невралгії, оперізуючому лишаї, фіброміалгії та периферичній діабетичній нейропатії.
- Висхідна і низхідна іннервація

ЦНС беспосередньо реагує на фізіологічні порушення, до яких належить запалення, при підтримці гомеостазу мозку з імунною системою. Запалення призводить до змін нервової діяльності, насамперед через центральний викид речовини P та прозапальних цитокінів. І навпаки, нервова активність модулює запальні процеси через низхідні волокна вегетативної нервової системи та через продукти ендокринної системи. Роль речовини P в сенсибілізації нейронів і посиленні як аферентних, так і еферентних сигналів. Ця взаємна взаємодія має важливе значення для лікування хронічного запального процесу та афферентних розладів. Вивільнення норадреналіну призводить до потенціального лікування нейрогенного запалення шляхом сенсибілізації аферентних волокон.
- Нейрогенне запалення

ЦНС та імунна система тісно співпрацюють для виявлення стресу і шляхів його уникнення. Запалення природньою реакцією на стрес, воно захищає організм від можливого впливу, наприклад, патогенних мікроорганізмів. Речовина Р є ключовою молекулою у реакції нейрогенного запалення, критичної взаємодії між нервовою та імунною системами.
Нейрогенне запалення бере участь у патогенезі багатьох захворювальних процесів, включаючи псоріаз, екзему, дерматит, мігрень, астму, фіброміалгію та розацеа. Поки больові сигнали рухаються вздовж аксонів соматосенсорної ділянки мозку, сенсорні нейрони також виділяють нейросекреторні продукти в області пошкодженої тканини. Це речовина P та пептид, пов'язаний з геном кальцитоніну. Вивільнення цих хімічних речовин призводить до дегрануляції тучних клітин, розширення судин, розслаблення гладких м'язів судин та хемотаксису клітин імунної системи внаслідок алергічної реакції.
Ці реакції регулюються через гіпоталамо-гіпофізарно-адренергічну вісь. Вісь активується як фізіологічно (наприклад, запаленням), так і психологічно через стресові фактори. Активація нейронів у паравентрикулярному ядрі гіпоталамуса викликає викид крову в портальну систему гіпофіза. Кортикотропний релізінг-гормон стимулює нейрони спереду гіпофізу, викликаючи системне вивільнення АКТГ. АКТГ стимулює клітини в корі надниркових залоз для вивільнення глюкокортикоїдів. Запалення активує паравевнтрикулярні нейрони гіпоталамусу завдяки дії прозапальних цитокінів та через висхідну аферентну активацію (висхідні шляхи). Через імуномодулюючу дію глюкокортікоїдів, гіпоталамо-гіпофізарно-адренергічна вісь вважається одним з основних шляхів регуляції периферичного запалення. Гіпоактивність цієї осі полягає в механізмі патофізіології хронічного запального захворювання.

### ШКТ
Основне місце іннервації речовини P на периферії — кишка — місце, де вперше було виявлено цю речовину. У кишечнику основним джерелом речовини P є ентерична нервова система. Ця мережа нейронів, розташованих у стінці травного тракту, конкурує за складністю із спинним мозком і секретує ряд різних нейромедіаторів та нейропептидів для контролю діяльності травного тракту. Нейрони кишкової нервової системи постачають більшість речовини P до шлунково-кишкового тракту.
Діяльність, опосередкована NK-1, відіграє важливу роль у захисті кишківника від пошкодження шкідливими подразниками. Таким чином, NK-1 активується в обставинах патогенного впливу як, наприклад, тиск в кишківнику, зміна рН шлунка.
- Нудота

Добре відомою функцією речовини P є її роль у блювотному рефлексі. У ЦНС є ділянки довгастого мозку як постреми та ядром одинокого шляху. Ці дві області контролюють блювотний рефлекс і містять високий рівень речовини P. Ліки, що усувають еметогенний ефект хіміотерапії, наприклад, цисплатин та інші системні препарати. Вони спричиняють вивільнення речовини P, що при зв'язуванні із NK-1 викликає блювотне явище. Антагоністи NK-1, такі як апрепітант та його пролекарський фосапрепітант, блокують зв'язування речовини P з NK-1. Ця блокада запобігає передачі сигналу про блювотний рефлекс, сподіваючись, зменшує тяжкість блювотного ефекту, викликаного хіміотерапією.
- Гладкі м'язи

У клітинах гладенької мускулатури зв'язування речовини P з NK1 призводить до збільшення рівня циклічного аденозину монофосфату. Крім того, кишкові моторні нейрони шлунково-кишкового тракту вивільняють ацетилхолін і речовину P на гладкі м'язи, регулюючи рухливість шлунка. Здається, речовина P підвищує чутливість гладких м'язів шлунково-кишкового тракту до ацетилхоліну, який є основним нейромедіатором для скорочень гладких м'язів у ШКТ.

### Серцево-судинна система
Речовина P найбільш відома як потужний судинорозширювальний засіб. Судинорозширювальні ефекти речовини P залежать від вироблення оксидом азоту клітин ендотелію, що призводить до розслаблення гладких м'язів і, зрештою, до розширення кровоносної судини. Як результат, внутрішньовенне введення речовини Р покрапельно призводить до зниження артеріального тиску.
Речовина P бере участь у регуляції частоти серцевих скорочень, артеріального тиску, ішемії, реперфузії, серцевої реакції на стрес та ангіогенезу. Рецептори NK1 виявляються в серцевому м'язі і можуть брати участь у патогенезі інфаркту міокарда, міокардиту та реперфузійної травми. В дослідженні з використанням серця, яке лікувалося капсаїцином (речовина, яка виснажує речовину P та пептид, пов'язаний з геном кальцитоніну), гострий інфаркт призвів до більш незворотних пошкоджень тканин міокарда, ніж серце, яке не отримувало капсаїцин. Отже, гіпотеза полягає в тому, що речовина Р та пептид, пов'язаний з геном кальцитоніну, безпосередньо беруть участь у зменшенні реперфузійного ушкодження за рахунок розширення коронарних артерій.

### Дихальна система
Дихальні шляхи — ще одне велика периферичне місце синтезу та вивільнення речовини P. Сенсорні волокна, що містять цю речовину, були виявлені в гладком'язовому шарі бронхів і трахеї, епітелії дихальних шляхів та гортані. Імунореактивні до речовини P нервові волокна оточують кровоносні судини нижніх дихальних шляхів.
Запальні імунні клітини в дихальних шляхах вивільняють речовину P та його попередника препротахікініна-А, експресується у хворих на астму.
Як і в шлунково-кишковому тракті, вивільнення речовини P в дихальних шляхах активує захисні механізми від стресуючих подразників. Нейрокініновий рецептор розподілений у верхніх і нижніх дихальних шляхах людей та деяких видів тварин. Активація NK-1 в дихальних викликає різноманітні захисні ефекти, але при гіпертрофованому впливі може призвести до: обструкції дихальних шляхів, розширення судин та збільшення їх проникності, екстравазації, виділення слизу в трахеї та бронхи, вербування та стимуляція мастоцитів, в дихальних шляхах, чхання та зміни глибини та ритму дихання.
Речовина P бере участь у патогенезі астми та хронічного бронхіту: вона викликає звуження клітин гладкої мускулатури бронхів, що зменшує діаметр дихальних шляхів і викликає дегрануляцію тучних клітин у легеневій тканині. Крім того, внутрішньовенне введення речовини Р призводить до тахіпное у здорових людей. Астма є хронічним запальним захворюванням і є характеризується бронхіальною гіперчутливістю, що призводить до бронхоконстрикції, запалення і, зрештою, закупорці дихальних шляхів. Речовина P викликає багато процесів, що лежать в основі астматичної симптоматіки і тому, що його вивільнення стимулюється багатьма однаковими тригерами, що викликають загострення астматичних симпомів такі як холодне повітря та вдихувані подразники. Відома роль речовики P у формуванні реакції гіперчутливості та нейрогенного запалення. Втрата сенсорними волокнами речовини Р блокуює розвиток реакції гіперчутливості. Такое спостерігається при перерізуванні грудної гілки блукаючого нерва а ще досягнено шляхом прийому високих доз капсаїцину, адже вони визивають довгострокову оборотну реакцію в аферентних волокнах.